# Antoni Żelazny
Antoni Maciej Żelazny (ur. 22 września 1937 we Lwowie) – polski inżynier i polityk, poseł na Sejm X kadencji.

## Życiorys
Z wykształcenia inżynier mechanik, w 1962 ukończył studia na Politechnice Śląskiej w Gliwicach. Od 1964 pracował w Zakładach Chemicznych „Blachownia”. Zajmował m.in. stanowisko głównego inżyniera utrzymania ruchu, a od 1994 pełnił funkcję zastępcy dyrektora tego przedsiębiorstwa.
Należał do Polskiej Zjednoczonej Partii Robotniczej, był członkiem komitetu miejskiego partii i egzekutywy komitetu zakładowego. W 1989 z ramienia PZPR uzyskał mandat posła na Sejm kontraktowy z okręgu kędzierzyńskiego. Na koniec kadencji należał do Parlamentarnego Klubu Lewicy Demokratycznej. W trakcie pracy w parlamencie zasiadał m.in. w Komisji Obrony Narodowej, Komisji Systemu Gospodarczego, Przemysłu i Budownictwa oraz Komisji Nadzwyczajnej do rozpatrzenia projektów ustaw dotyczących zmian systemowych w gospodarce.

## Odznaczenia
- Krzyż Kawalerski Orderu Odrodzenia Polski (1986)
- Złoty Krzyż Zasługi (1979)
- Medal 40-lecia Polski Ludowej (1984)